# نهر كور
نهر كور هو نهر يقع في محافظة فارس في إيران. تقع معظم مصادر النهر في جبال زاغروس بالقرب من جبل دنا. يصب في بحيرة بختجان وهي بحيرة مالحة. يعود ارتفاع مستوى الملوحة في البحيرة إلى انخفاض تدفق النهر، الذي تم بناء سد عليه.

## الوصف
يتم تسهيل ري حوض النهر من خلال المرافق الهيدروليكية المختلفة التي تم بناؤها. على سبيل المثال، تم بناء سد دردزين في عام 1972، بالقرب من مرودشت.
لا يجف النهر تمامًا أبدًا لأنه يتغذى على ذوبان الثلوج من جبل زاجروس، باستثناء الدلتا في الصيف.
تم بناء العديد من القنوات على طول النهر. كما أن العديد من مشاكل تلوث النهر تسبب أيضًا اضطرابات في حيوانات ونباتات النهر.
توجد سدود في بند أمير، وفيز عبد، وتيلاكان، وماوان، وحسن آباد، وعبد جهان.
ومن الأسماء القديمة الأخرى في التراث لهذا النهر هو أراكس الفارسي، المعروف أيضًا باسم أراس.
الرافد الرئيس لنهر كور هو نهر بولفار/بولفار (أو سيواند). وكان يطلق عليه في السابق أيضًا اسم ميدوس.

## علم الآثار

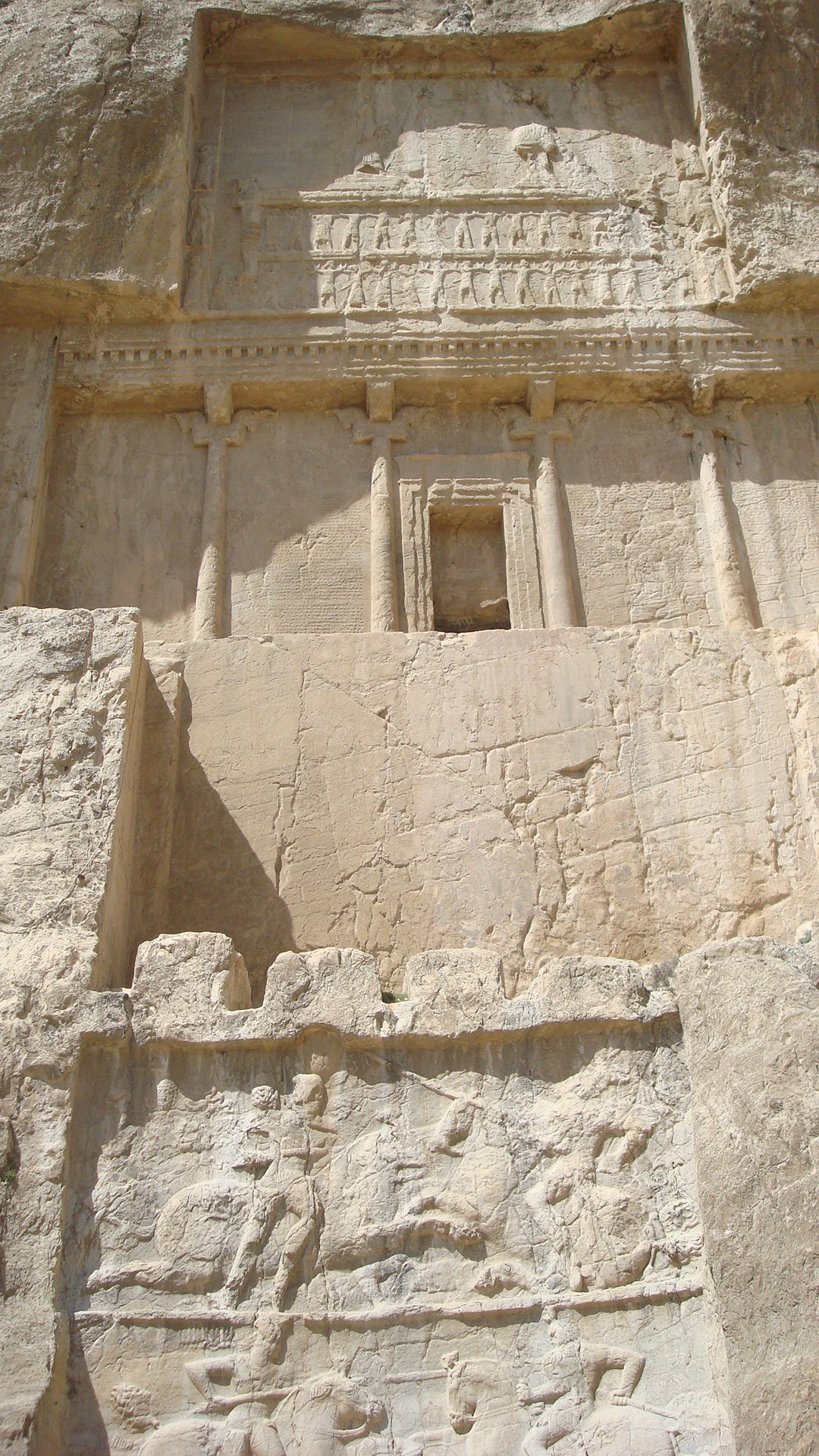
قبر داريوس الأول في نقش رستم على طول نهر بولفار، إيران

تقع مقبرة نقش رستم القديمة على نهر بولفار.
تم بناء سد سيواند على نهر بولفار في وادي بولاغي ، أو تانج بولاغي، بالقرب من سيواند في عام 2007، مما أدى إلى فيضانات العديد من المواقع القديمة.
يعد وادي بولاجي واديًا ذا أهمية أثرية يتكون من 130 مستوطنة قديمة يعود تاريخها إلى عام 5000 قبل الميلاد.
تم بناء أول سد على النهر جنوب برسيبوليس في عهد داريوس الكبير بين عامي 521 و485 قبل الميلاد.

## ملحوظات
1. 1 2  مذكور في: خادم الأسماء الجغرافية (GNS). تاريخ النشر: 11 يونيو 2018. معرف ميزة  GNS: -3072027.
2. ↑  Masomeh Zand, Farshid Morshedi et Mahmud Javan, Rehabilitation of ancient diversion dams of kor river in Fars province, Iran نسخة محفوظة 2016-03-04 على موقع واي باك مشين. 2007

## فهرس
- دراسة بيئية للروتيفرات من نهر كور، فارس، إيران
- كشاورزي علي رضا نبوي، ش.ح، تصريف مهيمن في نهر كور، محافظة فارس، إيران